# Hipopótamo-de-madagáscar
Várias espécie de hipopótamos-de-madagáscar (também conhecidos como hipopótamos-pigmeus-de-madagáscar) viveram na ilha de Madagáscar, acreditando-se agora extintos. Estes animais eram muito similares ao hipopótamo extante e ao hipopótamo-pigmeu. O registo fóssil sugere que pelo menos uma espécie de hipopótamo viveu até há cerca de 1000 anos, no entanto, outras evidências sugerem que a espécie sobreviveu até mais recentemente. A taxonomia destes hipopótamos não está ainda resolvida e não é ainda muito estudada. Acredita-se que as várias espécies sobreviveram ao Holocénico.